# 寺尾悟
寺尾 悟（てらお さとる、1975年7月25日 - ）は、日本のショートトラックスピードスケートの元選手、指導者。

## 人物
愛知県豊田市出身。足助町立足助中学校（現・豊田市立足助中学校）、愛知県立足助高等学校、中京大学社会学部卒業。トヨタ自動車所属で2002年までトヨタ自動車のシンボルアスリートだった。
1984年にアイスホッケーでスケートリンクデビュー、翌1985年ショートトラックに転向。
1993年、世界選手権に初出場（5000mリレー）。全日本選手権で初の総合優勝を達成（以後引退まで優勝12回）。1994年世界選手権で5000mリレー日本チームの一員として金メダルを獲得。
1994年リレハンメルオリンピックに18歳で出場し、男子1000mで4位入賞を果たした。以後、1998年長野オリンピック、2002年ソルトレークシティオリンピック、2006年トリノオリンピックと、計4度の冬季オリンピックに出場。
世界選手権では1997年大会で種目別500mで3位、3000mで2位に入り、総合成績で3位。1999年大会では1000mで金メダルを獲得。さらに1500mと3000mでも2位に入り、総合成績で2位となる。また1999年ワールドカップ第3戦では500m、1000m、1500mの3種目で優勝、3000mでも3位に入り、日本人初の総合優勝を達成。
2009年、生涯のパートナーと一緒に2010年バンクーバーオリンピックを目指すため、4歳年下の会社員と結婚。
2009年12月20日、バンクーバーオリンピック出場を賭けた全日本ショートトラックスピードスケート選手権大会で決勝に残れず、オリンピック代表を逃したことから、10年以上に亘って牽引し続けてきたショートトラック競技の第一線を退く意向であることを表明した。2010年3月14日に銀河アリーナでのアジア選手権後に引退レースを行った。
オリンピックでは最後までメダル獲得がなかったものの世界選手権やワールドカップでの好成績は多くてその功績は輝かしく、日本を代表するショートトラック選手であった。
引退後は指導者に転じ、トヨタ自動車スケート部の監督を務めている。また、2013年からショートトラック日本代表コーチに就任している。岡崎市在住。

## ソルトレークシティオリンピックでの誤審
2002年のソルトレークシティオリンピックの男子1000mで寺尾は予選、準々決勝を通過して準決勝へ進出した。準決勝レースは前回長野の同種目の金メダリストである韓国の金東聖と同じく長野の同種目の銀メダリスト中国の李佳軍が先頭争いを展開。しかしファイナルラップで金が転倒し、最終コーナーで2番手だったカナダのマシュー・ターコットが李を巻き込んで転倒となり巻き込まれなかった寺尾はガッツポーズし、1位でゴールした。
寺尾の決勝進出は確実と思われたがこのレースの審議の結果、全く接触に関係のなかった寺尾がターコットを後ろから押して転倒させ、李を巻き込んで転倒させた原因として寺尾もまさかの失格となった。接触直前の映像を見る限り、寺尾とターコットとの間には完全に空きスペースがあり、寺尾は前の選手に触れてもいなかった 。
しかし、当時のショートトラックの審判判定にはビデオ判定が導入されていなかったため、このような事態が起きてしまった。日本チームの抗議も却下され、結局判定は覆らず李が繰り上がりでターコットが救済措置によって決勝へ進出となり、寺尾は審判の誤審によって不可解な失格となった。この誤審が起こったことにより、日本は国際スケート連盟にルール改正を求める文章を提出した。その後、次のトリノオリンピックではルールも改正し、ビデオ判定も導入されている。
ちなみにこのレースで寺尾についで2着でゴールしたのは、この後の男子1000mの決勝で思いもよらない大波乱のレースを制し金メダルを獲得したオーストラリアのスティーブン・ブラッドバリーだった。

## 主な競技成績

### オリンピック
- 1994年リレハンメルオリンピック
  - 500m／13位
  - 1000m／4位
- 1998年長野オリンピック
  - 500m／13位
  - 1000m／9位
- 2002年ソルトレークシティオリンピック
  - 500m／5位
  - 1000m
  - 1500m
- 2006年トリノオリンピック
  - 500m／6位
  - 1000m
  - 1500m／9位

### 世界ショートトラックスピードスケート選手権大会
- 1994年
  - 5000mリレー／優勝
- 1997年 - 総合3位
  - 500m／3位
  - 3000m／2位
- 1998年 - 
  - 1000m／2位
- 1999年 - 総合2位
  - 1000m／優勝
  - 1500m／2位
  - 3000m／2位
- 2000年
  - 500m／3位
  - 3000m／3位
- 2001年
  - 1500m／2位

## テレビ出演
- テレビスポーツ教室 スピードスケート・ショートトラック（2013年12月1日、NHK Eテレ） - 講師